# Alex Acuña
Alejandro Neciosup "Alex" Acuna (født 12. december 1944 i Pativilca i Peru) er en sydamerikansk percussionist og trommeslager.
Acuna flyttede til Las Vegas i USA i 1974, hvor han bl.a. spillede med Elvis Presley og Diana Ross.
Han blev samme år hyret af Joe Zawinul til gruppen Weather Report, hvor han først spillede percussion, men på Jaco Pastorius' opfordring skiftede han til trommesæt.
Han var med på to af gruppens vigtigste indspilninger Black Market (1976) og Heavy Weather (1977).
Acuna forlod gruppen i 1978 og blev sessionmusiker i Californien, hvor han spillede med Chick Corea, Ella Fitzgerald, Joni Mitchell, Carlos Santana, Whitney Houston, Plácido Domingo, Herbie Hancock, Antonio Carlos Jobim, Al Jarreau og Peter Gabriel etc.
Han spillede også percussion for Paul McCartney, Blondie og U2.
Acuna har indspillet et par plader i eget navn.

## Udvalgt diskografi
- Thinking of You
- Acuarela de Tambores
- Los Hijos del Sol
- No Accent

### Som sideman
- Black Market – Weather Report
- Heavey Weather – Weather Report
- Kilowatt – Kazumi Watanabe
- Rejoice Africa – Lionel Peterson